# بيل كورا
بيل كورا (بالإنجليزية: Belle Cora)‏ هي سيدة أعمال أمريكية، ولدت في 1827 في بالتيمور في الولايات المتحدة، وتوفيت في 17 فبراير 1862 في سان فرانسيسكو في الولايات المتحدة.